# Marche gaie
Marche gaie est une œuvre de Lili Boulanger pour petit orchestre composée en 1916.

## Présentation
Marche gaie est une pièce pour petit orchestre de Lili Boulanger longtemps réputée perdue, inscrite au catalogue de la Sacem en date de 1916,.
En 2011, la partition refait surface sous forme de conducteur réduit (sans indication d'instrumentation) dans une collection privée de Caroline du Nord. Les propriétaires du manuscrit (d'une main inconnue) sont les petits-enfants de la dédicataire de l'œuvre, Jeanne Leygues (la dédicace de Lili Boulanger précise « composée pour ma gentille petite amie Jeanne Leygues »), fille de l'homme politique Georges Leygues. Les Leygues étaient des connaissances de la famille Boulanger.
L'œuvre est d'une durée de quatre minutes environ.
Comme la partition de Lili Boulanger fait allusion (mesures 25 à 32) à la Marche nuptiale de Felix Mendelssohn, on peut supposer que l'œuvre a été écrite comme présent à l'occasion du mariage le 4 décembre 1916 de Jeanne Leygues avec Paul Rockwell, américain qui a combattu avec son frère dans la Légion étrangère durant la Première Guerre mondiale.
La musicologue Caroline Potter rapproche le style de la Marche gaie de celui de Cortège de la compositrice, et de partitions d'Emmanuel Chabrier.
La pièce est composée pour orchestre de chambre mais l'orchestration originale n'a pas survécu. Robert Orledge a écrit en 2012 une version orchestrale à partir du manuscrit retrouvé, éditée par Schott,. L'instrumentation requiert : 2 flûtes (la première jouant aussi piccolo), 2 hautbois (le deuxième jouant aussi cor anglais), 2 clarinettes, 2 bassons, 2 cors, 1 trompette, 3 timbales, 1 percussion (jouant triangle, cymbales et tambour militaire), harpe et cordes.
Cette version est créée par le Royal College of Music Symphony Orchestra le 26 février 2015 au Royal Festival Hall de Londres.
Caroline Potter est l'autrice d'une version pour piano de la Marche gaie, également publiée par Schott,.
À l'instar d'autres partitions de Lili Boulanger, D'un soir triste et D'un matin de printemps (1917-1918) ou D'un jardin clair et D'un vieux jardin (1914), la Marche gaie avait un pendant, la Marche funèbre, qui n'a pas été retrouvée,. Caroline Potter émet l'hypothèse que la marche funèbre était peut-être un hommage à Kiffin Rockwell, le frère de Paul, mort en combat aérien le 23 septembre 1916. 